# 高瀬みゆき
高瀬 みゆき（たかせ みゆき、9月8日 - ）は、日本の女子プロレスラー、女優、YouTuber、ニコ生主。

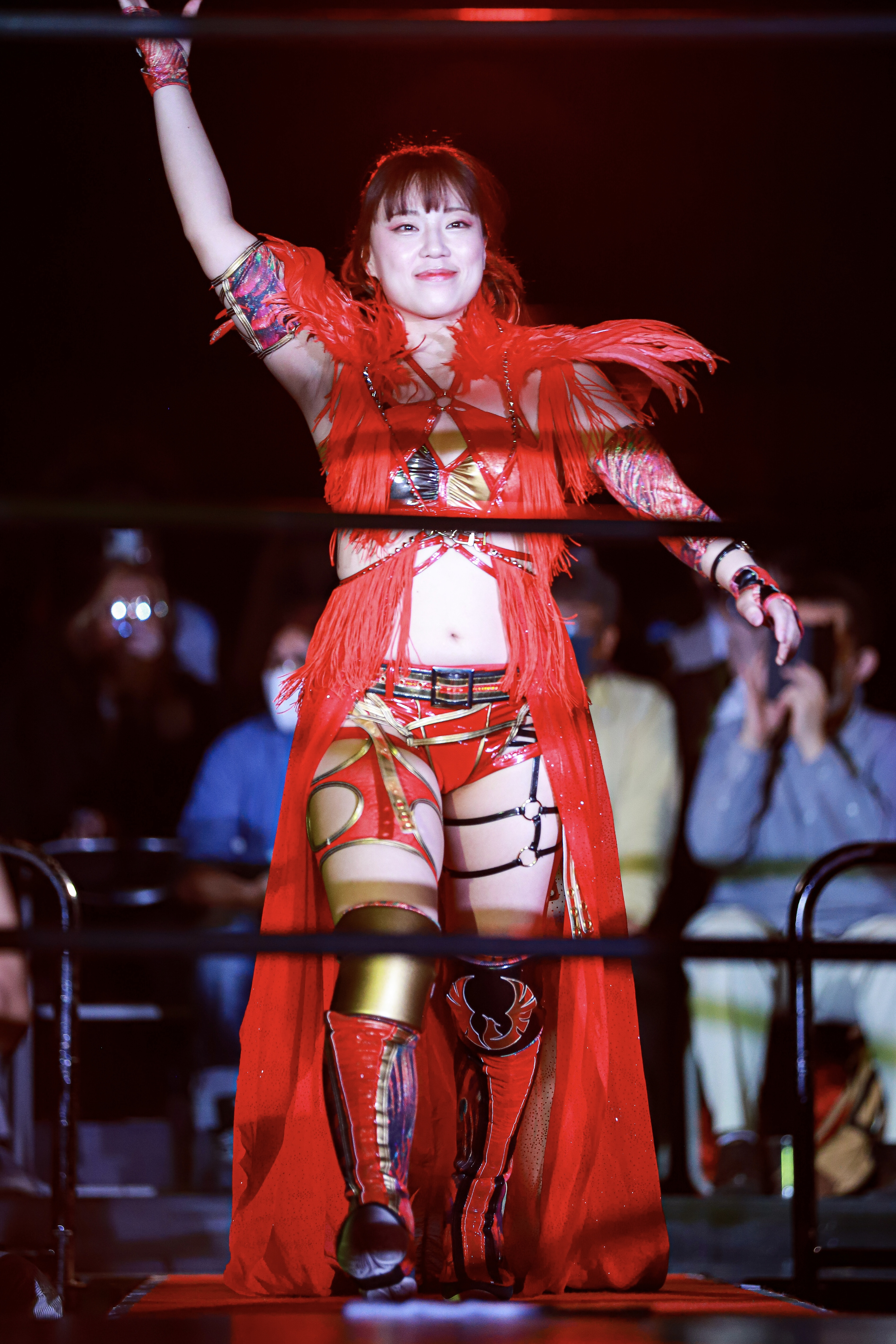
2023.04.14 NOMAD’S 新宿FACE大会 高瀬みゆき選手

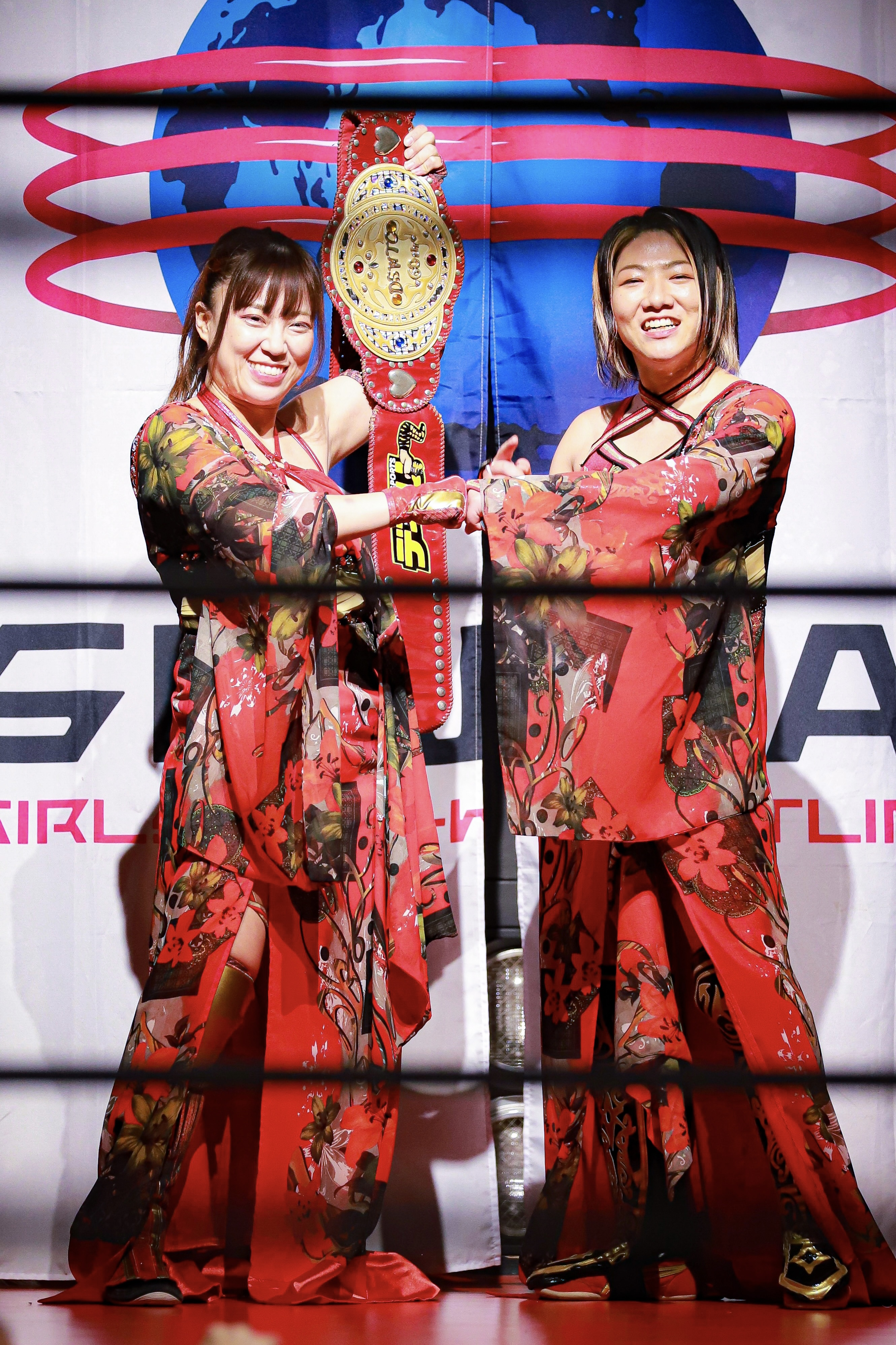
2023.04.16 仙女新木場1stRING 大会 高瀬みゆき選手&岩田美香選手 赫覚醒

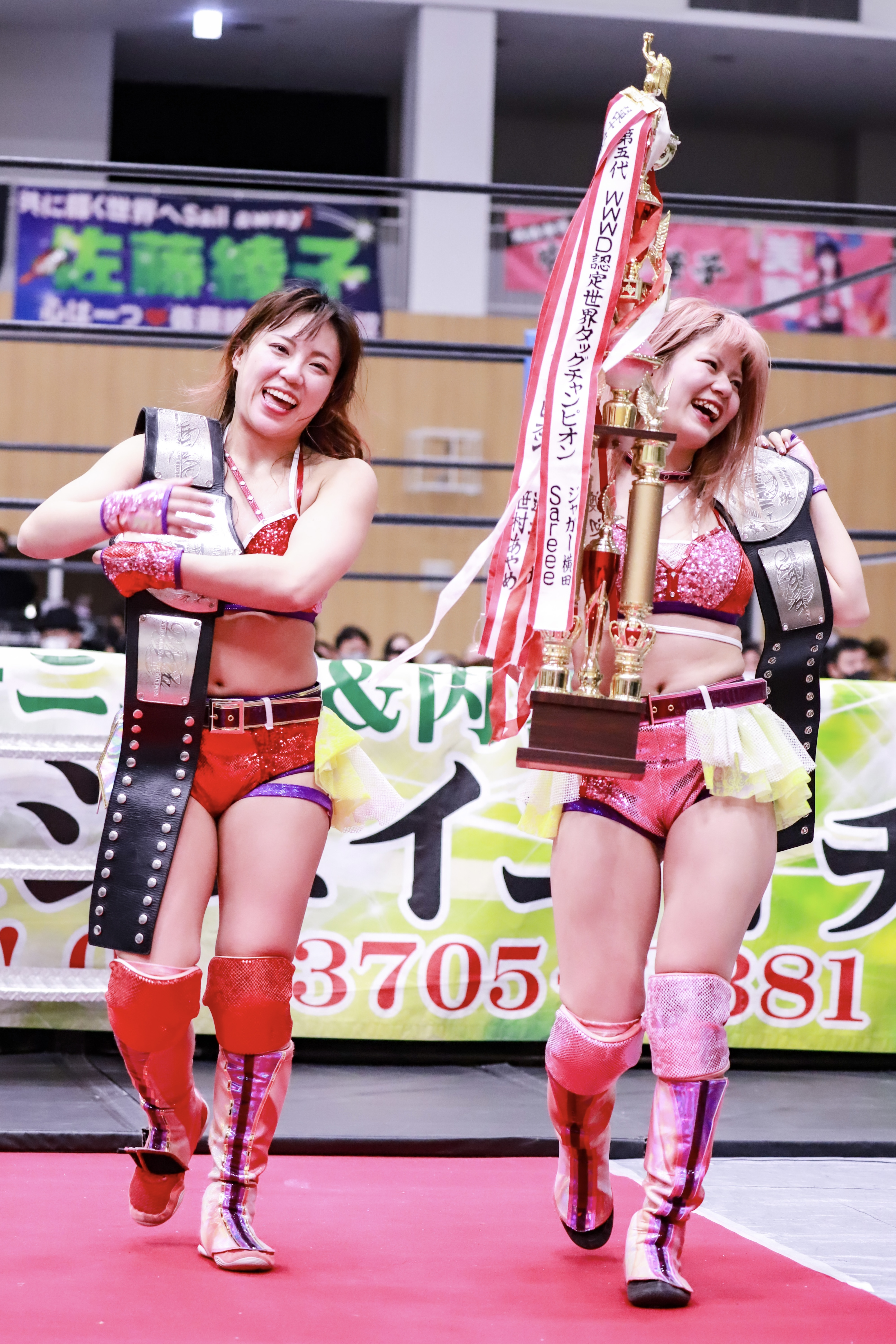
2023.01.21 ディアナ カルッツ大会 高瀬みゆき選手&梅咲遥選手 ルミナス

## 所属
- Actwres girl'Z（2017年 - 2021年）
- フリーランス（2022年 - 2025年7月18日）
- センダイガールズプロレスリング（2025年7月19日 - ）

## 来歴

### プロレスラーになるまで
大阪府泉南郡岬町出身。高校を卒業して1年後に役者を志し上京、舞台や映像を中心に活動。
2013年2月にオーディションに合格し、香川県へ移住。「かがわ源平紅白キャラバン隊」で平清盛役を2年間勤め上げた。
2015年3月に総合プロデューステイクワンを退所するとともに、活動拠点を東京に移す。8月11日、合同会社ハルベリーオフィス所属となる。
2016年4月に「女優としてやりたい夢がある」とフリーになり、Youtube活動、生放送を開始。その際女優でありYoutuberであることから独自の職業「女Utuber」(ジョユウチューバーと読む）を名乗る。その活動の最中、当時の所属事務所の社長やAWGの代表からプロレスの勧誘を受けるようになる。Actwres girl'Zの大会も一度観戦するが、今の活動に本気に取り組みたい思いが強いことと現在の活動と並行して女子プロレスに費やす時間は無いと考えたことを理由にいったんは断った。しかし、最初の観戦から半年後、AWGの代表に誘われて再び観戦したときに、試合をしていたレスラーたちの成長ぶりと目標のために前を向いて遮二無二頑張っている姿に感動し、2016年10月にプロレスの誘いに乗ることに決めてActwres girl'Zの練習に参加するようになる。

### Actwres girl'Z時代
2017年1月15日、練習開始からわずか3ヶ月で新木場1stRINGでのチェリー戦でプロレスラーとしてデビューを果たした。2月5日にはデビュー2戦目にして他団体に参戦（ワールド女子プロレス・ディアナのラゾーナ川崎プラザソル大会）、提供試合としてBeginning所属の万喜なつみと対戦した。
2017年3月5日の新木場1stRING大会では、デビュー2ヶ月に満たないながら当時アクトレスガールズのアドバイザーをつとめていた堀田祐美子とシングルマッチで対戦。試合には敗れたものの、がむしゃらに出したジャンプして大きく振りかぶってのヘッドバットが堀田にダメージを与えるほど威力があったことから、以降の試合で時折ヘッドバットを使用するようになる。
2017年5月28日、新木場1stRING大会のセミファイナルで本間多恵と対戦。関節（主に十字固め）を決めに来る相手を持ち上げ、さらに回して叩きつけるという技GGD.Mをはじめて披露し、ヘッドバットやカミカゼを繰り出すなどして本間を追い詰めるが、三角締めでギブアップ負けを喫した。
2017年6月7日、全日本プロレスの新木場1stRING大会「GROWIN' UP vol.3」に出場。アクトレスガールズ Beginning 提供試合として、安納サオリと組んで万喜なつみ&清水ひかり組と対戦。約2ヶ月後の8月3日の「GROWIN' UP vol.5」で女子プロレスの試合が行われた際にもメンバーに選ばれ、沙紀と組んで安納サオリ&夏すみれ組と対戦した。
2017年6月28日に発売された『週刊アサヒ芸能』の女子プロレスセクシー総選挙では、8位を獲得。
2017年12月24日、新木場1stRING大会で安納サオリが保持するPOP王座に挑戦するが敗北。
2018年1月31日発売の『週刊プロレス』で『2018年のイチオシ選手』として掲載される。
2018年6月11日、葉月イナと対戦し完勝、マスク封印を言い渡す。その5日後の6月16日、自身のブログで団体内のプロレスと向かい合う姿勢に苦言を呈し、騒動になる。
2018年9月25日、この日に開幕するBeginning初の王者決定戦、アクトレスガールズシングルチャンピオン決定トーナメントに出場。1回戦でさくらんボニータ、10月9日の2回戦で茉莉に勝利するが、10月28日の準決勝で沙紀に敗れて王座獲得ならず。
2019年3月20日、SEAdLINNNGの後楽園ホール大会で、有田ひめかとのタッグでBEYOND THE SEA TAG TEAM王座の第3代王者決定戦に出場。中島安里紗&沙恵組と対戦したが、中島のジャーマンスープレックスで有田がフォールされて王座獲得はならなかった。しかし、1ヶ月あまり後の4月28日、SEAdLINNNGの新宿FACE大会で両チームによる王座戦が再び組まれ、高瀬が沙恵を丸め込んで勝利しタイトル初戴冠。2ヶ月後の6月28日に世志琥&松本浩代組に敗れるまで王座を保持した。
2019年9月18日、AWGシングル王座を保持していた才木玲佳が負傷のためベルトを返上。高瀬はこれを受けて行われることになった第3代王者決定トーナメントに出場し、11月3日の176BOX大会でに本間多恵を、11月6日の後楽園ホール大会で有田ひめかから勝利してシングル王座を初めて獲得。2021年4月4日にSAKIに敗れて陥落するまでの王座保持期間は約1年5ヶ月、防衛も5度果たし、いずれもActwres girl'Zの旧体制下では最長となった。
2021年7月4日、ディアナの新木場1stRING大会での井上京子とのシングルマッチの最中に左肘を負傷。翌日の7月5日、病院での精密検査で内側側副靱帯損傷と診断され、治療のため欠場することを発表。5ヶ月後の12月5日、176BOX大会で復帰。12月13日の後楽園ホール大会でLeonが保持していたPURE-J認定無差別級王座のベルトに挑戦するが、Leonのキャプチュードバスターからの片エビ固めで敗れて王座獲得ならず。
2021年12月18日のラジアントホール大会を最後にアクトレスガールズがプロレス団体としての活動を終了。12月31日のBeginning解散とともに、高瀬はアクトレスガールズを卒業した。

### フリー転向後
2022年からはフリーランスとして活動。初戦は1月1日、新宿FACEでYMZが開催した「第9回初日の出プロレス」であった。
2022年1月8日、センダイガールズプロレスリングの宮城野区文化センター大会に岡優里佳の対戦相手Xとして初参戦。代表の里村明衣子から意気込みや試合ぶりを評価され、これ以後仙女の大会にも時折参戦するようになる。2月4日の試合で初めて組んだ岩田美香とは、後に正式なタッグチーム「赫覚醒（レッドエナジー）」を結成するまで発展。5月6日に行われたセンダイガールズワールドタッグ次期挑戦者決定戦で水波綾&愛海組に勝利し、6月16日の新木場1stRING大会での王座挑戦権を得たが、王者の橋本千紘&優宇組（チーム200キロ）に敗れて王座獲得はならなかった。
2022年6月6日にはアメリカのDeadlock Pro-Wrestling（DPW）の大会に出場、東京女子プロレスの山下実優とシングルマッチで戦うが敗れた。11月28日、YMZの「米山香織デビュー23周年記念大会☆」で、優宇が保持するEVEインターナショナル王座に挑戦したが、王座獲得はならなかった。
2023年3月8日・9日には、ロンドンでプロレスリングEVE主催興行に参戦。9日に組まれた山下実優とのシングルマッチは、前年のDPWでの対戦から約9ヶ月ぶりの再戦となった。4月2日にはスターダムの後楽園ホール大会に参戦。この月に引退を控えていたひめかの要望に応えてタッグを組み、なつぽい&関口翔組と対戦したが、15分時間切れ引き分けに終わった。4月25日と4月27日の2日間にわたって行われたDPWと我闘雲舞の合同興行「Tokyo Crossover」では、27日の新宿FACE大会でさくらえみが保持するDPW世界女子王座に挑戦したが、敗れて王座を獲得することはできなかった。

### プロレスリングWAVEへの参戦
高瀬はアクトレスガールズ在籍時からプロレスリングWAVEの興行にしばしば出場している。初参戦は2017年6月4日の後楽園ホール大会で、万喜なつみと組んで夏すみれ&飯田美花組と対戦。この試合後に夏すみれから「アナタ、とってもYシャツ顔！」などという言葉とともに、約2ヶ月後の8月12日のWAVE10周年記念興行で行われるYシャツマッチへの出場をオファーされ、快諾。本番では下田美馬から3カウントを奪うなど見せ場をつくったが、自身を入れて残り5人になったところでフォールされて敗れた。その後、10月3日の若手選手のみが出場する興行「YOUNG OH!OH!（ヤングオー！オー！）」で、Marvelousの田中ミキのコミカルプロレスを全力で迎え撃つと、この試合が桜花由美に高く評価される。大阪出身という事で代表のGAMIにも気に入られ、これ以降WAVEのリングに準レギュラーとして出場するようになる。
翌年の2018年には、シングルマッチによるリーグ戦「Catch the WAVE」にプロデューサー推薦という形で初出場。Catch the WAVEへは、コロナ禍の影響で開催が中止となった2020年を除き毎回エントリーされている。3度目の出場となった2021年大会では予選リーグを突破し、準決勝で野崎渚を、決勝で門倉凛を破って初優勝を果たしたが、Regina di WAVE王座の挑戦権行使は左肘の怪我により翌年の2022年となった。2022年大会は決勝リーグへ進めずに敗退したが、敗者復活バトルロイヤルの結果を受けてリザーバーとなっており、決勝に進出しながらも負傷欠場により出場できなくなった野崎渚の代打として決勝戦で鈴季すずと対戦した。2023年大会も予選リーグ敗退後、敗者復活バトルロイヤルの結果を受けてリザーバーとなったが、決勝トーナメントに進んだ選手の欠場が無かったため権利の行使は無かった。

### PURE-J
PURE-Jへの初参戦は2017年3月20日、前身団体のJWP女子プロレスが活動していた頃で、対戦相手は藤ヶ崎矢子だった。この試合は、3月8日のJWPの浅草花やしき大会で高瀬が「どこに目つけてんねん！アクトレスガールズは万喜なつみと安納サオリだけですか？ここにもメッチャ可愛い選手いるんですけど」と藤ヶ崎に挑戦状をたたきつけたのを受け実現したものであった。試合は変形リバース・ゴリースペシャルで敗北。
その後、2017年6月2日のドリーム女子プロレス・花やしき座大会でKAZUKIと対戦。試合後、ルックスや力強いファイト、根性を評価したKAZUKIよりタッグパートナーとしてオファーされるが 「心に決めた人がいる」と断る。その心に決めた人とは本名が自身と同じ高瀬であるLeonで、7月14日のドリーム女子とBeginningの合同タッグトーナメントに「RED SOUL」というチーム名でシード枠で出場したが、KAZUKI&ライディーン鋼のタッグチーム「WANTED」に敗れた。
高瀬にとって、PURE-Jはデビュー直後に団体内に指導者が居らずに練習の仕方などで悩んでいた頃に出稽古を受け入れてくれた団体でもある。得意技の一つであるドロップキックは、Leonを始めとした所属選手のアドバイスを受けながら特訓を重ねて完成度を高めていった。高瀬はLeonのことをしばしば「恩師」と呼んでいる。そのLeonとのチーム「RED SOUL」では、2023年4月16日のPURE-J後楽園ホール大会で、ライディーン鋼&SAKI組からデイリースポーツ認定女子タッグ王座を奪取している。

### ディアナ
ワールド女子プロレス・ディアナへは、先に述べた2017年2月6日の初参戦以来、時折参戦している。
ディアナでの活動では、同団体の所属選手である梅咲遥とのタッグチーム「ルミナス（Luminous）」での活躍が特筆される。きっかけは2020年8月2日に行われたホームマッチで、この日HIRO'eとのシングルマッチに勝利した梅咲からタッグ結成を直訴された。チーム名は、8月30日に伊藤薫&渡辺智子組が保持していたW.W.W.D認定世界タッグ王座戦に臨むにあたって決めたものである。新木場1stRINGで行われた選手権試合は、高瀬が伊藤のライガーボムを切り返してフォールを奪い、タッグチーム始動初戦でありながら王座奪取に成功した。
高瀬は上記の初奪取時を含めてW.W.W.D認定世界タッグ王座を3度獲得しているが、それらは全てルミナスとしてのものである。2021年1月31日の176BOX大会で笹村あやめ&進垣リナのチーム「3A」に敗れて王座陥落した際は、約3ヶ月後の4月18日に奪回に成功した。3度目の獲得となった試合が行われた2022年3月13日では、昼のディアナ176BOX大会で行われた選手権試合で旧姓・広田さくら&桜花由美のタッグチーム「ハラスメント」に敗れていったん王座陥落となったが、夜に同じ会場で行われたプロレスリングWAVEの大会で奪回に成功した。夜の試合ではWAVE認定タッグ王座も同時にかけられており、勝利したことでタッグ2冠王者となった。

### センダイガールズプロレスリングへ入団
2025年7月2日、センダイガールズプロレスリングが開いた記者会見に出席して入団を発表。7月19日の後楽園ホール大会から所属としての活動を開始。

## 人物
中学ではバレーボールに打ち込んだ。体力テストでは学年1番、成績は学年3位以内に入る才色兼備っぷり。とても活発で明るい女の子だった。高校は、獣医を目指すために学区内では1番の進学校へ進学。にもかかわらず役者になるため大学入試センター試験すら受けず上京するなど、一般常識や世論よりも自分のやりたいことを貫く人物。しかし、高校は「親が頑張って稼いでくれたお金だから」ときっちり卒業をする親孝行な一面も。
前述の通り、プロレスラーになる前は女Utuber（ジョユーチューバー）を自称し、YouTuber、ニコニコ生配信の活動も行っていた。プロレスラーとなってからは、1日をプロレスのために費やす時間が大半を占めるようになったこともあって、女Utuberの活動は休業状態となっている。
プロレスデビュー後しばらくの間は、入場時にリング上でファンベールをはためかせて舞うパフォーマンスを行っていた。キャリアを重ねるにつれて行わなくなったが、自身にとって特別だと思う機会では披露することがある。

## 得意技
カミカゼ
生みの親リッキー・フジ公認で使用。本家同様、相手を担ぎ上げた際に「カミカゼ、ベイベー」とコールする。「ベイベー」は観客と共にコールする。技の後にダイビング・ギロチン・ドロップにつなげていくことも多い。
ローリング・ストーン
旋回式垂直落下ブレーンバスター。リッキー・フジが鬼神組およびリーサル・ウェポン時代にフィニッシュホールドとして用いていた技だが、本人は技のポイントを教えただけとのこと。
ジャック・ハマー
えびす落とし
パワースラム
GGD.M
腕十字もしくは三角締めをかけられている際、選手ごと持ち上げぐるぐる回した後リングに叩きつける高瀬のオリジナル技。
ヘッドバット
ラリアット
逆水平チョップ
エルボー・バットとのコンビネーションで用いる場合もあるほか、チョップが得意な選手との試合では打ち合いに持ち込むことがある。
コーナーポストからのダイビング・エルボー・バット
ダイビング・ギロチン・ドロップ
ドロップキック
打点が高く足もそろった綺麗なフォームが特徴。コーナーへ、カウンターで、ロープの反動を利用して等、いろんな場面で使用している。

## タイトル歴
Actwres girl'Z
- AWGシングル王座 - 第3代

Deadlock Pro-Wrestling
- DPW女子世界王座 - 第3代

OSAKA STYLE WRESTLING
- OSW認定覆面世界一王座 - 第11代

プロレスリングWAVE
- Catch the WAVE2021優勝
- WAVE認定タッグ王座 - 第28代（パートナーは梅咲遥）

ワールド女子プロレス・ディアナ
- W.W.W.D認定世界タッグ王座 - 第13代、第15代、第17代（パートナーはいずれも梅咲遥）

SEAdLINNNG
- BEYOND THE SEA TAG TEAM王座 - 第4代（パートナーは有田ひめか）

PURE-J
- デイリースポーツ認定女子タッグ王座 - 第30代、第35代（パートナーはともにLeon）

センダイガールズプロレスリング
- センダイガールズワールドタッグチームチャンピオンシップ - 第23代（パートナーは岩田美香）

## 入場曲
- BLUE BIRD / 浜崎あゆみ（2017年1月 - 2020年2月）
- 紅蓮華 / LiSA （2020年2月 - 2023年11月）
- オリジナル曲「Legless Phoenix」（2023年11月 - ）

## 出演

### 映画
- ゲームマスター (2017年11月、石井良和監督)   舞子役 ユナイテッドシネマ豊洲にて劇場公開
- マツカン！(2016年2月) さぬき映画祭にて上映
- おもいのカケラ
- アタック・オブ・ザ・ジャイアントティーチャー（2019年9月15日、石井良和監督）ミカ役[69]

### CM
- KIRIN プラズマ乳酸菌 (2018年) 工藤静香役
- サントリー BOSS ミッツマングローブ編

### 舞台
- 「かがわ源平紅白キャラバン隊」（2013年 - 2015年） - 主演：平清盛役　年間約300ステージ 歌・ダンス・殺陣・演劇の総合パフォーマンス
- 「株主総会」（不思議地底窟青の奇跡、2015年8月1日）
- 「RUBBISH HOUSE！」（八幡山ワーサルシアター、2015年12月9日 - 12月13日）